# CWA Heavyweight Championship
Il CWA Heavyweight Championship è stato il titolo più importante della federazione di wrestling Continental Wrestling Association.

## Storia
Fu creato in seguito all'unificazione dell'NWA Mid-America Heavyweight Championship, dell'AWA Southern Heavyweight Championship e dell'CWA/AWA International Heavyweight Championship.

## Albo d'oro
| Lottatore                                                                     | Regni | Data              | Luogo   | Note |
| ----------------------------------------------------------------------------- | ----- | ----------------- | ------- | --- |
| Jerry Lawler                                                                  | 1     | 7 dicembre 1987   | Memphis | Lawler, che deteneva già l'AWA Southern Heavyweight Championship ed il CWA/AWA International Heavyweight Championship, sconfisse Jeff Jarrett vincendo l'NWA Mid-America Heavyweight Championship e venne riconosciuto come il primo campione in seguito alla creazione di un'unica cintura. |
| Max Pain                                                                      | 1     | 8 febbraio 1988   | Memphis | |
| Brickhouse Brown                                                              | 1     | 23 maggio 1988    | Memphis | Vinse per forfait. |
| Max Pain                                                                      | 2     | 27 giugno 1988    | Memphis | |
| Phil Hickerson                                                                | 1     | 3 luglio 1988     | Memphis | |
| Vacante                                                                       |       | 14 novembre 1988  | Memphis | Reso vacante dopo un match contro Brian Lee. |
| Brian Lee                                                                     | 1     | 18 novembre 1988  | Memphis | Sconfisse Mike Miller per il titolo vacante. |
| Sid Vicious                                                                   | 1     | 10 dicembre 1988  | Memphis | |
| Wendell Cooley                                                                | 1     | 9 gennaio 1989    | Memphis | |
| Dutch Mantel                                                                  | 1     | Gennaio 1989      | Memphis | A Mantel venne riconosciuto il titolo dopo che Cooley lasciò la federazione. |
| Jeff Jarrett                                                                  | 1     | 20 marzo 1989     | Memphis | |
| Black Bart                                                                    | 1     | 26 giugno 1989    | Memphis | |
| Dutch Mantel                                                                  | 2     | 4 settembre 1989  | Memphis | |
| Black Bart                                                                    | 2     | 11 settembre 1989 | Memphis | |
| Texas Dirt                                                                    | 3     | 18 settembre 1989 | Memphis | |
| Vacante                                                                       |       | Settembre 1989    |         | |
| Nell'ottobre 1989 fu sostituito con l'USWA Southern Heavyweight Championship. |       |                   |         | |